# Green Bay Packers
I Green Bay Packers sono una squadra professionistica statunitense di football americano della National Football League (NFL), con sede a Green Bay (Wisconsin) che milita nella North Division della National Football Conference. Terza franchigia della NFL per antichità, è gestita, dal 1923, dall'omonimo ente non-profit ad azionariato diffuso, un unicum nel panorama dei quattro maggiori sport professionistici statunitensi. 
I Packers sono l'unica rimasta delle small town team ("squadre delle piccole città"), comuni nella NFL negli anni 1920 e 1930. Fondati nel 1919 da Earl "Curly" Lambeau (da cui il nome Lambeau Field dove gioca la squadra) e George Whitney Calhoun, i Green Bay Packers possono far risalire le loro origini sin dalle squadre semi-professionistiche di Green Bay a partire dal 1896. Nel 1919 e 1920 giocarono in una lega semi-professionistica contro avversari del Wisconsin e del Midwest. Si unirono alla American Professional Football Association (APFA) nel 1921, l'antenata della National Football League (NFL). Anche se Green Bay è il più piccolo mercato degli sport professionistici del Nord America, il suo zoccolo di tifosi si estende sino alla vicina Milwaukee, dove la squadra ha giocato alcune gare casalinghe dal 1933 al 1994.
I Packers hanno vinto tredici campionati (più di qualsiasi altra squadra nella NFL), di cui nove prima dell'avvento del Super Bowl e quattro Super Bowl. Hanno forti rivalità con tutte le squadre della NFC North (la vecchia NFC Central), i Chicago Bears, i Minnesota Vikings e i Detroit Lions. La rivalità tra Bears e Packers è una delle più antiche della NFL: nacque già nel 1921.
Al 2024, secondo la rivista Forbes, il valore dei Packers è di circa 5,6 miliardi di dollari, tredicesimi tra le franchigie della NFL.

## Storia
La squadra dei Green Bay Packers è stata fondata l'11 agosto 1919. Il fondatore, Curly Lambeau, ottenne dei fondi per le uniformi dal proprio datore di lavoro alla Indian Packing Company. Anche se quest'ultima società sponsorizzò il club solo durante una parte della prima stagione di gioco, la squadra di Green Bay è sempre stata conosciuta come i Packers.

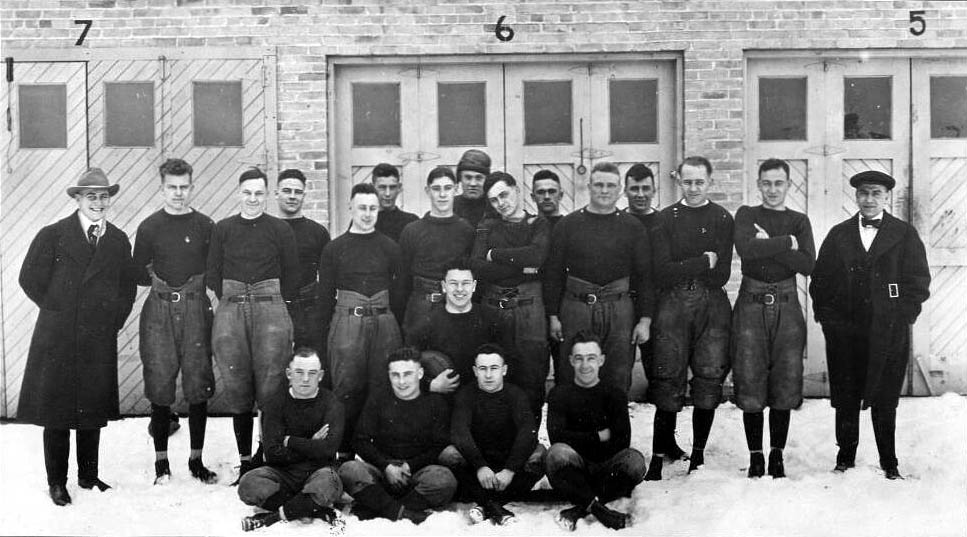
I Green Bay Packers del 1919.

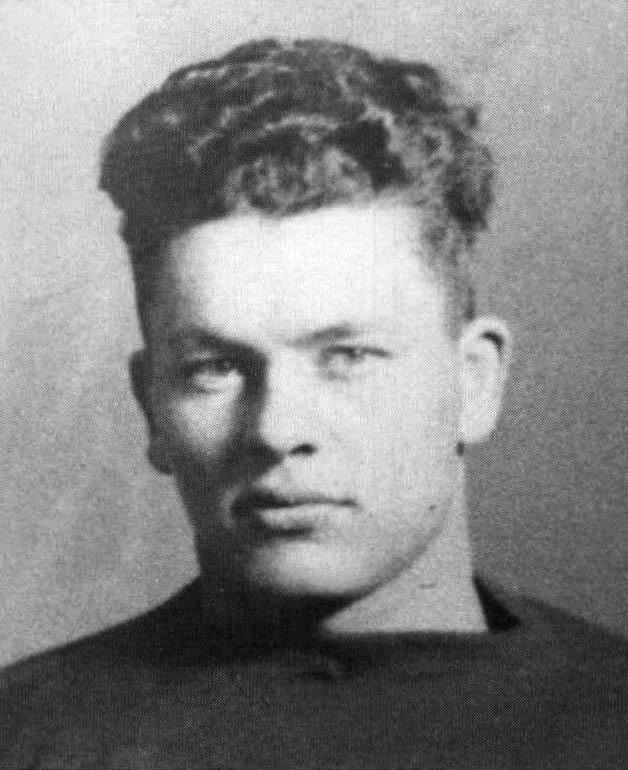
Il fondatore dei Packers Curly Lambeau.

Lambeau scelse per la squadra i colori blu e giallo oro della propria università, l'Università cattolica di Notre Dame du Lac. I colori furono in seguito cambiati negli attuali verde e giallo. Nel 1921 i Packers divennero una squadra professionistica, ma nel corso dello stesso anno la franchigia fu persa a causa di problemi finanziari. L'anno successivo trovarono dei nuovi finanziatori e riguadagnarono la franchigia. Questi finanziatori, conosciuti come gli Hungry Five (i "5 affamati"), costituirono la Green Bay Football Corporation.
Nel panorama di tutti gli sport professionistici degli Stati Uniti, i Packers sono oggi l'unica squadra priva di un proprietario unico, retta da un consiglio di amministrazione e con azioni da comprare e vendere (lo scenario tipico, infatti, è quello di una squadra posseduta da un'unica persona). Questa è una delle ragioni per cui i Packers non si sono mai trasferiti dalla città di Green Bay, che ha poco più di 100 000 abitanti. Normalmente, una città sede di un club della NFL deve avere più di un milione di abitanti per sostenere la squadra. Ad ogni modo, i Packers hanno da tempo un gran seguito nello Stato del Wisconsin: infatti, per decenni i Packers hanno giocato alcune delle gare casalinghe della stagione a Milwaukee. È solamente dal 1995 che la squadra gioca a Green Bay tutte le partite in casa, a Lambeau Field.
Secondo gli Articles of Incorporation for the Green Bay Football Corporation, lo statuto originale del club del 1923, se la franchigia dei Packers venisse venduta, dopo il pagamento di tutte le spese, tutti i soldi rimanenti dovrebbero essere destinati alla costruzione di un memoriale per i soldati. Questa condizione fu stabilita per assicurare che il club rimanesse sempre a Green Bay e per evitare che ci potesse essere qualsiasi tipo di beneficio finanziario per gli azionisti. L'assemblea degli azionisti del novembre del 1997 ha indicato come nuovo beneficiario la Green Bay Packers Foundation.
Nel 1950 i Packers hanno tenuto una nuova vendita di azioni per raccogliere denaro per sostenere il club. Nel 1956 con una votazione si approvò la costruzione di un nuovo stadio, il New City Stadium (inaugurato il 29 settembre 1957), che nel 1965 fu chiamato Lambeau Field in onore del fondatore della squadra.

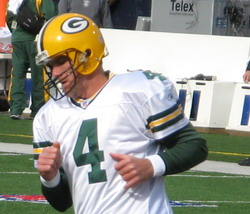
Brett Favre guidò l'attacco dei Packers per quasi vent'anni.

Un'altra vendita di azioni si è tenuta tra la fine del 1997 e l'inizio del 1998, con la quale si aggiunsero 105 989 nuovi azionisti e furono raccolti più di 24 milioni di dollari, utilizzati per il progetto di ristrutturazione del Lambeau Field. Durante le 17 settimane di vendita, che terminò il 16 marzo 1998, i tifosi acquistarono 120 010 azioni al costo di 200 dollari l'una. Gli azionisti sono così diventati 111 507 e si dividono 4 748 910 azioni. Il possesso delle azioni garantisce il diritto di voto nelle assemblee, ma il prezzo di un eventuale rimborso è minimo, non sono mai pagati dividendi, le azioni non possono aumentare di valore, e non ci sono privilegi nell'acquisto dei biglietti per le partite della stagione di campionato. A nessun azionista è permesso possedere più di 200 000 azioni, per assicurare che nessuno riesca a prendere il controllo del club. Gli azionisti eleggono il consiglio di amministrazione, il quale a sua volta elegge un Comitato Esecutivo di sette membri: un presidente, un vicepresidente, un tesoriere, un segretario e tre members-at-large. Il presidente è l'unico a ricevere una paga.
I Packers hanno vinto più campionati di qualsiasi altra squadra professionistica di football americano: 13 titoli, compresi 4 Super Bowl. Sono inoltre l'unica squadra professionistica di football ad aver vinto tre titoli consecutivi, cosa che ai Packers è riuscita due volte, dal 1929 al 1931 e dal 1965 al 1967.

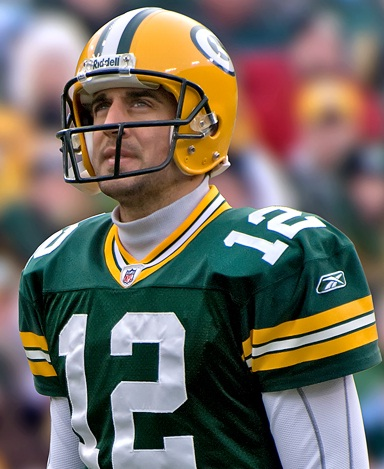
Aaron Rodgers.

I Green Bay Packers negli anni sessanta hanno dominato la scena del football americano come poche altre nella storia della NFL. L'allenatore Vince Lombardi al suo arrivo trovò una squadra da ultimo posto in classifica e la trasformò in una corazzata, vincendo cinque campionati nell'arco di sette anni, tra cui i primi due Super Bowl. Il trofeo che viene assegnato al Super Bowl è stato chiamato Vince Lombardi Trophy per i grandi risultati di questo allenatore e della sua squadra.
Negli ultimi decenni, i Packers hanno sempre potuto contare su una tifoseria estremamente affezionata: il Lambeau Field, infatti, è sempre tutto esaurito, qualsiasi siano i risultati della stagione. Inoltre, i Packers hanno una delle più lunghe liste d'attesa per l'acquisto degli abbonamenti allo stadio. Il tempo d'attesa per gli abbonamenti è di circa 35 anni: ciò significa che qualcuno che ha inserito il proprio nome nella lista d'attesa nel 1980, è arrivato nei primi posti della lista solo in questi anni. Per questa ragione, non è insolito che i tifosi indichino nel testamento un erede del proprio abbonamento.
I Packers hanno anche una delle più grandi audience televisive in occasione degli incontri giocati il lunedì, i Monday Night Football. I tifosi del club sono conosciuti come "cheeseheads" ("teste di formaggio"), probabilmente per il fatto che il Wisconsin è famoso per la sua produzione di formaggi. Sulle tribune si vedono spesso tifosi che indossano in testa dei triangoli di gommapiuma, simili a grosse fette di formaggio.

### Cronistoria
La seguente è la lista delle ultime 10 stagioni dei Packers,

| Cronistoria dei Green Bay Packers | Cronistoria dei Green Bay Packers | Cronistoria dei Green Bay Packers | Cronistoria dei Green Bay Packers | Cronistoria dei Green Bay Packers | Cronistoria dei Green Bay Packers | Cronistoria dei Green Bay Packers | Cronistoria dei Green Bay Packers | Cronistoria dei Green Bay Packers | Cronistoria dei Green Bay Packers | Cronistoria dei Green Bay Packers                       |                              |
| Stagione di lega                  | Stagione di squadra               | Lega                              | Conference                        | Division                          | Stagione regolare                 | Stagione regolare                 | Stagione regolare                 | Stagione regolare                 | Play-off | Premi individuali                                       |                              |
| Stagione di lega                  | Stagione di squadra               | Lega                              | Conference                        | Division                          | Pos.                              | V                                 | S                                 | P                                 | Play-off | Premi individuali                                       |                              |
| --------------------------------- | --------------------------------- | --------------------------------- | --------------------------------- | --------------------------------- | --------------------------------- | --------------------------------- | --------------------------------- | --------------------------------- | --- | ------------------------------------------------------- | ---------------------------- |
| 2009                              | 2009                              | NFL                               | NFC                               | North                             | 2                                 | 11                                | 5                                 | 0                                 | S Wild Card Game contro gli Arizona Cardinals (51-45) |                                                         |                              |
| 2010                              | 2010                              | NFL                               | NFC                               | North                             | 2                                 | 10                                | 6                                 | 0                                 | V Wild Card Game contro i Philadelphia Eagles (21-16) V Divisional play-off contro gli Atlanta Falcons (48-21) V NFC Championship contro i Chicago Bears (21-14) V Super Bowl XLV contro i Pittsburgh Steelers (31-25) |                                                         |                              |
| 2011                              | 2011                              | NFL                               | NFC                               | North                             | 1                                 | 15                                | 1                                 | 0                                 | S Divisional play-off contro i New York Giants (37-20) | Aaron Rodgers premiato come MVP della NFL.              |                              |
| 2012                              | 2012                              | NFL                               | NFC                               | North                             | 1                                 | 11                                | 5                                 | 0                                 | V Wild Card Game contro i Minnesota Vikings (24-10) S Divisional play-off contro i San Francisco 49ers (31-45) |                                                         |                              |
| 2013                              | 2013                              | NFL                               | NFC                               | North                             | 1                                 | 8                                 | 7                                 | 1                                 | S Wild Card Game contro i San Francisco 49rs (23-20) | Eddie Lacy premiato come rookie offensivo dell'anno.    |                              |
| 2014                              | 2014                              | NFL                               | NFC                               | North                             | 1                                 | 12                                | 4                                 |                                   | V Divisional play-off contro i Dallas Cowboys (26-21) S NFC Championship contro i Seattle Seahawks (28-22) | Aaron Rodgers premiato come MVP della NFL.              |                              |
| 2015                              | 2015                              | NFL                               | NFC                               | North                             | 2                                 | 10                                | 6                                 |                                   | V Wild Card Game contro i Washington Redskins (35-18) S Divisional play-off contro gli Arizona Cardinals (26-20) |                                                         |                              |
| 2016                              | 2016                              | NFL                               | NFC                               | North                             | 1                                 | 10                                | 6                                 | 0                                 | V Wild Card Game contro i New York Giants (38-13) V Divisional play-off contro i Dallas Cowboys (34-31) S NFC Championship contro gli Atlanta Falcons (44-21)                                                          | Jordy Nelson premiato come Comeback Player of the Year. |                              |
| 2017                              | 2017                              | NFL                               | NFC                               | North                             | 3                                 | 7                                 | 9                                 | 0                                 | non disputati |                                                         |                              |
| 2018                              | 2018                              | NFL                               | NFC                               | North                             | 3                                 | 6                                 | 9                                 | 1                                 | non disputati |                                                         |                              |
| Totale                            | Totale                            | Totale                            | Totale                            | Totale                            | Totale                            | 743                               | 571                               | 38                                | Record di stagione regolare | Record di stagione regolare                             | Record di stagione regolare  |
| Totale                            | Totale                            | Totale                            | Totale                            | Totale                            | Totale                            | 34                                | 22                                |                                   | Record dei play-off | Record dei play-off                                     | Record dei play-off          |
| Totale                            | Totale                            | Totale                            | Totale                            | Totale                            | Totale                            | 777                               | 593                               | 38                                | Stagione regolare e play-off | Stagione regolare e play-off                            | Stagione regolare e play-off |

Legenda
- Vittoria nel Super Bowl (dal 1966)
- Vittoria nella lega (1920-1969)
- Vittoria nella Conference

- Vittoria nella Division
- Qualificazione al Wild Card Game (dal 1978)
- V = Vittorie

- S = Sconfitte
- P = Pareggi
- T = Posizione a pari merito

## Campionati

### Campionati di Lega
I Packers sono stati campioni di lega per 13 volte, superando di quattro volte il rivale più vicino, i Chicago Bears. I primi tre furono decisi in base alla classifica, i successivi sei dalla Finale NFL e le ultime quattro dalle vittorie al Super Bowl. I Packers sono anche l'unica squadra a vincere tre titoli NFL consecutivi, dopo averlo fatto due volte - dal 1929 al 1931 con Lambeau, e dal 1965 al 1967 con Lombardi.

#### Campionati NFL per classifica
Dal 1920 al 1932 il campionato NFL fu assegnato in base alla classifica, senza che si svolgesse una finale. I Packers vinsero tre campionati di questo tipo.
| Anno                                  | Allenatore                            | Record |
| ------------------------------------- | ------------------------------------- | ------ |
| 1929                                  | Curly Lambeau                         | 12–0–1 |
| 1930                                  | Curly Lambeau                         | 10–3–1 |
| 1931                                  | Curly Lambeau                         | 12–2   |
| Totale campionati NFL per classifica: | Totale campionati NFL per classifica: | 3      |

#### Campionati NFL Pre-Super Bowl
Dal 1933 al 1969 la NFL tenne una finale per decidere la squadra campione. I Packers vinsero 8 finali del campionato NFL. Dal 1966 al 1969, la NFL Championship Game fu seguita dal Super Bowl.
| Anno                     | Allenatore               | Luogo                    | Avversario               | Punteggio | Record |
| ------------------------ | ------------------------ | ------------------------ | ------------------------ | --------- | ------ |
| 1936                     | Curly Lambeau            | New York, New York       | Boston Redskins          | 21–6      | 10–1–1 |
| 1939                     | Curly Lambeau            | Milwaukee, Wisconsin     | New York Giants          | 27–0      | 9–2    |
| 1944                     | Curly Lambeau            | New York                 | New York Giants          | 14–7      | 8–2    |
| 1961                     | Vince Lombardi           | Green Bay, Wisconsin     | New York Giants          | 37–0      | 11–3   |
| 1962                     | Vince Lombardi           | New York                 | New York Giants          | 16–7      | 13–1   |
| 1965                     | Vince Lombardi           | Green Bay                | Cleveland Browns         | 23–12     | 10–3–1 |
| 1966                     | Vince Lombardi           | Dallas, Texas            | Dallas Cowboys           | 34–27     | 12–2   |
| 1967                     | Vince Lombardi           | Green Bay                | Dallas Cowboys           | 21–17     | 9–4–1  |
| Totale finali NFL vinte: | Totale finali NFL vinte: | Totale finali NFL vinte: | Totale finali NFL vinte: | 8         | 8      |

#### Campionati col Super Bowl
A partire dal 1966 si tenne il Super Bowl. I Packers ne hanno vinti quattro.
| Anno                     | Allenatore               | Super Bowl               | Luogo                    | Avversario               | Punteggio | Record |
| ------------------------ | ------------------------ | ------------------------ | ------------------------ | ------------------------ | --------- | ------ |
| 1966                     | Vince Lombardi           | I                        | Los Angeles, California  | Kansas City Chiefs       | 35–10     | 12–2   |
| 1967                     | Vince Lombardi           | II                       | Miami, Florida           | Oakland Raiders          | 33–14     | 9–4–1  |
| 1996                     | Mike Holmgren            | XXXI                     | New Orleans, Louisiana   | New England Patriots     | 35–21     | 13–3   |
| 2010                     | Mike McCarthy            | XLV                      | Arlington, Texas         | Pittsburgh Steelers      | 31–25     | 10–6   |
| Totale Super Bowl vinti: | Totale Super Bowl vinti: | Totale Super Bowl vinti: | Totale Super Bowl vinti: | Totale Super Bowl vinti: | 4         | 4      |

## Allenatori

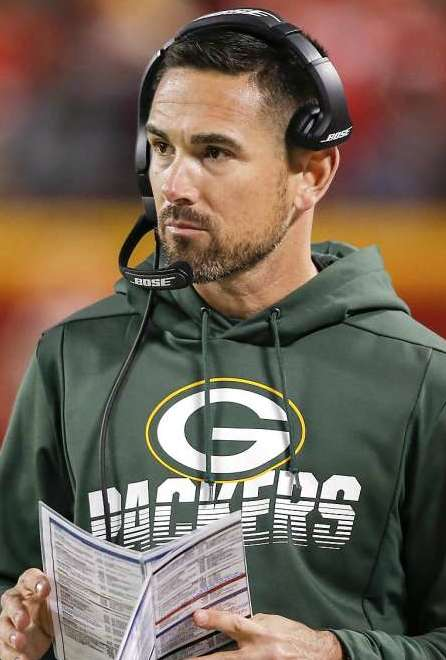
Matt LaFleur

| Nome del coach   | Periodo | Periodo  | Record   | Record    | Record  | Titoli vinti |
| Nome del coach   | Periodo | Periodo  | vittorie | sconfitte | pareggi | Titoli vinti |
| ---------------- | ------- | -------- | -------- | --------- | ------- | ------------ |
| Curly Lambeau    | 1919    | 1949     | 231      | 108       | 21      | 6            |
| Gene Ronzani     | 1950    | 1953     | 14       | 31        | 1       |              |
| Hugh Devore*     | 1953    | 1953     | 0        | 2         | 0       |              |
| Ray McLean*      | 1953    | 1953     | 0        | 2         | 0       |              |
| Lisle Blackbourn | 1954    | 1957     | 17       | 31        | 0       |              |
| Ray McLean       | 1958    | 1958     | 1        | 10        | 1       |              |
| Vince Lombardi   | 1959    | 1967     | 98       | 30        | 4       | 5            |
| Phil Bengtson    | 1968    | 1970     | 20       | 21        | 1       |              |
| Dan Devine       | 1971    | 1974     | 25       | 28        | 4       |              |
| Bart Starr       | 1975    | 1983     | 53       | 77        | 3       |              |
| Forrest Gregg    | 1984    | 1987     | 25       | 37        | 1       |              |
| Lindy Infante    | 1988    | 1991     | 24       | 40        | 0       |              |
| Mike Holmgren    | 1992    | 1998     | 73       | 36        | 0       | 1            |
| Ray Rhodes       | 1999    | 1999     | 8        | 8         | 0       |              |
| Mike Sherman     | 2000    | 2005     | 56       | 39        | 0       |              |
| Mike McCarthy    | 2006    | 2018     | 125      | 77        | 2       | 1            |
| Joe Philbin*     | 2018    | 2018     | 2        | 2         | 0       |              |
| Matt LaFleur     | 2019    | presente | 47       | 19        | 0       |              |
| Totale           |         |          | 819      | 596       | 38      | 13           |

* = Allenatore capo ad interim

## Rivalità
I Packers hanno fortissime rivalità con le tre squadre della loro division: i Bears, i Lions ed i Vikings. Tutte queste squadre hanno sede in uno stato confinante con lo stato del Wisconsin (rispettivamente Illinois, Michigan e Minnesota).

### Chicago Bears
La rivalità Bears-Packers è una delle più antiche della NFL e dello sport americano, risalendo al 1921. Da allora le squadre si sono incontrate per 205 volte, rendendo così questa rivalità la più giocata nella storia della lega.

### Detroit Lions
La rivalità tra i Packers e i Lions ha avuto inizio nel 1930, quando i Lions si chiamavano ancora Spartans e giocavano a Portsmouth, nello stato dell'Ohio. Nel 1934 gli Spartans si spostarono e divennero i Detroit Lions, mantenendo (e se possibile acuendo) la reciproca antipatia con la squadra del Wisconsin. Da allora le squadre si sono incontrate 175 volte. Tuttavia nella stagione 1982, dato che si disputarono solo 9 delle 16 giornate previste a causa di uno sciopero dei giocatori ad inizio stagione, i Packers giocarono contro i Lions ma non contro i Bears. Questo fa sì che la rivalità Packers-Lions sia la rivalità giocata consecutivamente da più tempo in NFL, dato che le due squadre si incontrano almeno due volte all'anno dal 1932.

### Minnesota Vikings
Da quando nel 1961 hanno fatto l'ingresso nella lega, i Vikings sono sempre stati nella stessa division dei Packers. Questo e la secolare rivalità tra gli stati di appartenenza hanno generato una rivalità anche nel football tra le due franchigie. La rivalità è sempre stata nota per il grande equilibrio e la grande tensione sul campo, oltre che per alcune partite memorabili.

## Giocatori importanti

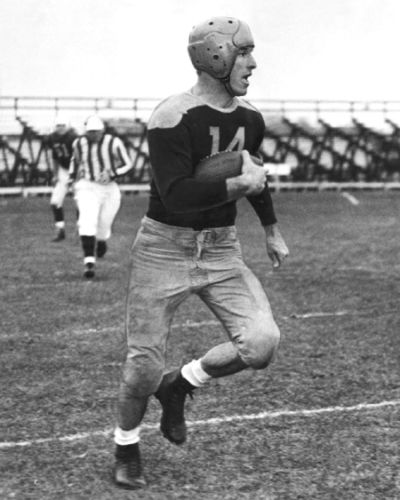
Don Hutson

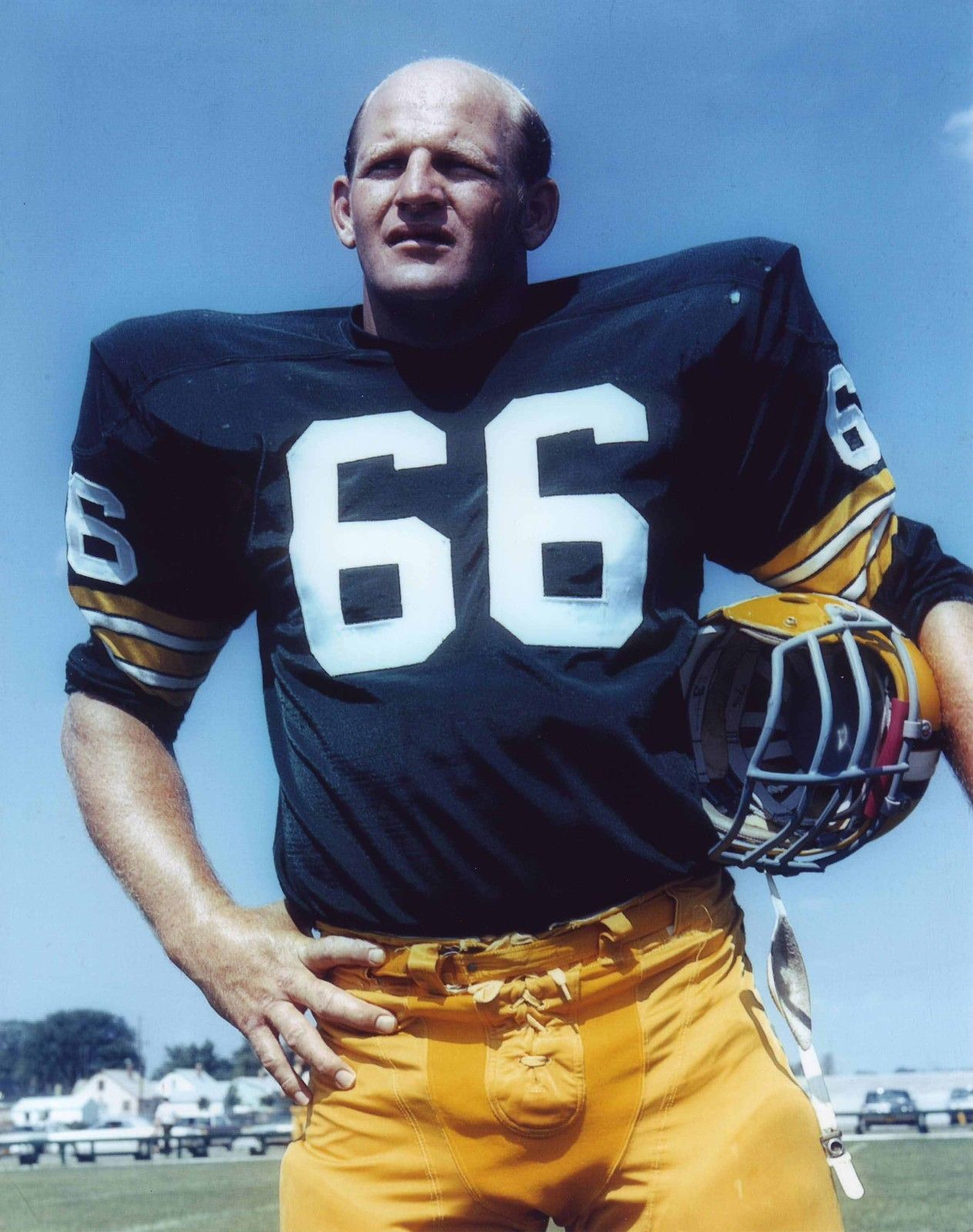
Ray Nitschke

### Membri della Pro Football Hall of Fame
| - (20) Earl (Curly) Lambeau "capo-allenatore" indotto nel 1963. - (36) Cal Hubbard "OT" indotto nel 1963. - (14) Don Hutson "WR/S/K" indotto nel 1963. - (24) Johnny (Blood) McNally "HB" indotto nel 1963. - (2) Mike Michalske "G" indotto nel 1964. - (30) Clarke Hinkle "FB" indotto nel 1964. - (38) Arnie Herber "QB" indotto nel 1966. - (2) Walt Kiesling "OL/DL" indotto nel 1966. - (45) Emlen Tunnell "DB" indotto nel 1967. - Vince Lombardi "capo-allenatore" indotto nel 1971. - (3) Tony Canadeo "HB" indotto nel 1974. - (80) Len Ford "DE" indotto nel 1976. - (31) Jim Taylor "FB" indotto nel 1976. - (75) Forrest Gregg "OT" indotto nel 1977. - (15) Bart Starr "QB" indotto nel 1977. - (66) Ray Nitschke "LB" indotto nel 1978. |  | - (26) Herb Adderley "CB" indotto nel 1980. - (51) Jim Ringo "C" indotto nel 1981. - (87) Willie Davis "DE" indotto nel 1981. - (5) Paul Hornung "HB" indotto nel 1986. - (24) Willie Wood "S" indotto nel 1989. - (83) Ted Hendricks "LB" indotto nel 1990. - (10) Jan Stenerud "K" indotto nel 1991. - (74) Henry Jordan "LB" indotto nel 1995. - (80) James Lofton "WR" indotto nel 2003. - (92) Reggie White "DE" indotto nel 2006. - (--) Dave Robinson "LB" indotto nel 2013. - (--) Ron Wolf "GM" indotto nel 2015. - (4) Brett Favre "QB" indotto nel 2016. - (64) Jerry Kramer "G" indotto nel 2018. - (--) Bobby Dillon "S" indotto nel 2020. - (21) Charles Woodson "CB" indotto nel 2021. - (36) LeRoy Butler "S" indotto nel 2022. - (90) Steve McMichael "DT" indotto nel 2024. - (56) Julius Peppers "DE" indotto nel 2024. - (84) Sterling Sharpe "WR" indotto nel 2025. |

Fonte:

### Numeri ritirati
| Numeri ritirati dai Green Bay Packers |              |       |                  |                                                          |
| N.                                    | Giocatore    | Ruolo | Carriera         | Data                                                     |
| 3                                     | Tony Canadeo | HB    | 1941-44, 1946-52 | 23 novembre 1952 vs Dallas Texans al City Stadium        |
| 4                                     | Brett Favre  | QB    | 1992-2007        | 26 novembre 2015 vs. Chicago Bears al Lambeau Field      |
| 14                                    | Don Hutson   | WR/DB | 1935-45          | 2 dicembre 1951 vs New York Yanks al City Stadium        |
| 15                                    | Bart Starr   | QB    | 1956-71          | 11 novembre 1973 vs St. Louis Cardinals al Lambeau Field |
| 66                                    | Ray Nitschke | LB    | 1958-72          | 4 dicembre 1983 vs Chicago Bears al Lambeau Field        |
| 92                                    | Reggie White | DE    | 1993–98          | 18 settembre 2005 vs Cleveland Browns al Lambeau Field   |

### Premi individuali
| MVP della NFL |               |       |
| Anno          | Giocatore     | Ruolo |
| 1941          | Don Hutson    | WR    |
| 1942          | Don Hutson    | WR    |
| 1961          | Paul Hornung  | RB    |
| 1962          | Jim Taylor    | RB    |
| 1966          | Bart Starr    | QB    |
| 1995          | Brett Favre   | QB    |
| 1996          | Brett Favre   | QB    |
| 1997          | Brett Favre   | QB    |
| 2011          | Aaron Rodgers | QB    |
| 2014          | Aaron Rodgers | QB    |
| 2020          | Aaron Rodgers | QB    |
| 2021          | Aaron Rodgers | QB    |

| MVP del Super Bowl |                |       |
| SB                 | Giocatore      | Ruolo |
| I                  | Bart Starr     | QB    |
| II                 | Bart Starr     | QB    |
| XXXI               | Desmond Howard | KR    |
| XLV                | Aaron Rodgers  | QB    |

| Giocatore offensivo dell'anno |             |       |
| Anno                          | Giocatore   | Ruolo |
| 1995                          | Brett Favre | QB    |

| Difensore dell'anno |                 |       |
| Anno                | Giocatore       | Ruolo |
| 1998                | Reggie White    | DE    |
| 2009                | Charles Woodson | CB    |

| MVP del Pro Bowl |                |       |
| Anno             | Giocatore      | Ruolo |
| 1961             | Henry Jordan   | DT    |
| 1967             | Dave Robinson  | LB    |
| 1970             | Fred Carr      | LB    |
| 1982             | John Jefferson | WR    |

| Rookie offensivo dell'anno |                  |       |
| Anno                       | Giocatore        | Ruolo |
| 1971                       | John Brockington | RB    |
| 2013                       | Eddie Lacy       | RB    |

| Rookie difensivo dell'anno |                 |       |
| Anno                       | Giocatore       | Ruolo |
| 1972                       | Willie Buchanon | CB    |

| Comeback Player of the Year |               |       |
| Anno                        | Giocatore     | Ruolo |
| 1997                        | Robert Brooks | WR    |
| 2016                        | Jordy Nelson  | WR    |

### Record di franchigia
Carriera
| Record in carriera |               |        |
| Categoria          | Giocatore     | Numero |
| Yard passate       | Brett Favre   | 61.655 |
| TD passati         | Aaron Rodgers | 445    |
| Yard ricevute      | Donald Driver | 10.137 |
| TD su ric.         | Don Hutson    | 99     |
| Yard corse         | Ahman Green   | 8.208  |
| TD su corsa        | Jim Taylor    | 81     |

Stagionali
| Record stagionali |                 |        |      |
| Categoria         | Giocatore       | Numero | Anno |
| Yard passate      | Aaron Rodgers   | 4.643  | 2011 |
| TD passati        | Aaron Rodgers   | 48     | 2020 |
| Yard ricevute     | Davante Adams   | 1.553  | 2021 |
| TD su ric.        | Sterling Sharpe | 18     | 1994 |
| Yard corse        | Ahman Green     | 1.883  | 2003 |
| TD su corsa       | Jim Taylor      | 19     | 1962 |

Fonte:

## La squadra
| Roster dei Green Bay Packers |
| --- |
| Quarterback - 10 Jordan Love - 2 Malik Willis Running Back - 8 Josh Jacobs - 32 MarShawn Lloyd - 31 Emanuel Wilson Wide Receiver - 87 Romeo Doubs - 18 Malik Heath - 80 Bo Melton - 11 Jayden Reed - 9 Christian Watson - 13 Dontayvion Wicks Tight End - 85 Tucker Kraft - 88 Luke Musgrave - 89 Ben Sims Offensive Linemen - 73 Andre Dillard T - 79 Travis Glover T - 74 Elgton Jenkins G - 62 Jacob Monk C - 77 Jordan Morgan G - 71 Josh Myers C - 75 Sean Rhyan G - 76 Kadeem Telfort T - 50 Zach Tom T - 63 Rasheed Walker T Defensive Linemen - 94 Karl Brooks DT - 97 Kenny Clark DT - 57 Brenton Cox Jr. DE - 55 Kingsley Enagbare DE - 52 Rashan Gary DE - 53 Arron Mosby DE - 93 Tedarrell Slaton DT - 91 Preston Smith DE - 90 Lukas Van Ness DE - 96 Colby Wooden DT - 95 Devonte Wyatt DT Linebacker - 56 Edgerrin Cooper MLB - 59 Ty'Ron Hopper OLB - 58 Isaiah McDuffie MLB - 7 Quay Walker OLB - 45 Eric Wilson OLB Defensive Back - 23 Jaire Alexander CB - 39 Zayne Anderson SS - 26 Corey Ballentine CB - 20 Javon Bullard FS - 29 Xavier McKinney SS - 25 Keisean Nixon CB - 27 Kitan Oladapo SS - 21 Eric Stokes CB - 24 Carrington Valentine CB - 33 Evan Williams FS Special Team - 44 Brayden Narveson K - 42 Matthew Orzech LS - 19 Daniel Whelan P Lista delle riserve - 40 L.J. Davis CB (IR) - 84 Tyler Davis TE (IR) - 28 A.J. Dillon RB (IR) - 99 Jonathan Ford DT (IR-DRF) - 44 Ralen Goforth OLB (IR) Squadra di allenamento - 49 Deslin Alexandre DE - 47 Andrew Beck FB - 30 Chris Brooks RB - 40 Omar Brown FS - 6 Sean Clifford QB - 65 James Ester DT - 36 Kamal Hadden CB - 16 Alex Hale K - 81 Julian Hicks WR - 67 Donovan Jennings G - 34 Kalen King CB - 38 Ellis Merriweather RB - 35 La'Mical Perine RB - 22 Robert Rochell CB - 46 Chris Russell Jr. MLB - 61 Lecitus Smith C - 86 Jalen Wayne WR Roster aggiornato al 7 settembre 2024 53 attivi, 5 inattivi, 16 nella squadra di allenamento |
| Legenda - I rookie sono in corsivo. - Il primo ruolo è il principale mentre gli eventuali successivi indicano i ruoli secondari. - (IR) sta per Injured Reserve ed indica la lista ristretta per un solo giocatore infortunato che può tornare ad allenarsi dopo la settimana 6 e a rientrare in prima squadra dopo che questa ha giocato 8 partite. - (NF-Inj.) / (NF-Ill.) stanno rispettivamente per Non-Football Injured e Non-Football Illness ed indicano le liste dove viene inserito un giocatore che ha un infortunio o una malattia non dipendente dal football americano. - (PUP) sta per Physically Unable to Perform ed indica la lista dove viene inserito un giocatore mentre è in attesa di recuperare la condizione fisica. Nella stagione regolare dopo la sesta partita giocata dalla propria squadra, il giocatore ha tempo tre settimane per riprendere ad allenarsi, più tre settimane aggiuntive dal suo rientro agli allenamenti per rientrare in prima squadra. |

## Lo staff
| Staff dei Green Bay Packers |
| --- |
| Organi dirigenziali - Proprietario: proprietà pubblica - Comitato esecutivo – Board of directors - Presidente/CEO – Mark Murphy - COO – Ed Policy - General manager – Brian Gutekunst - Vice presidente esecutivo/direttore delle operazioni del football – Russ Ball - Vice presidente del personale dei giocatori – Jon-Eric Sullivan - Direttore del personale dei giocatori – John Wojciechowski - Direttore delle operazioni del football – Milt Hendrickson - Direttore degli osservatori del college – Matt Malaspina - Assistente direttore degli osservatori del college – Patrick Moore - Direttore del personale professionistico – Richmond Williams - Direttore dell'amministrazione del football – Melaine Marohl - Osservatore nazionale – Sam Seale - Direttore delle prestazioni psicologiche/clinico della salute mentale – Chris Carr - Direttore dell'ingaggio dei giocatori – Grey Ruegamer - Dirigente del personale dei giocatori – Lee Gissendaner Capo allenatore - Matt LaFleur - Assistente capo-allenatore/coordinatore special team – Rich Bisaccia Altri allenatori - Preparatore atletico – Aaron Hill - Assistente p.a. – Marcus Jones - Assistente p.a. – Ben Schumacher - Assistente p.a. – Todd Hunt Allenatori dell'attacco - Coordinatore offensivo – Adam Stenavich - Coordinatore gioco sui passaggi – Jason Vrable - Specialista gioco sui passaggi/game management – Connor Lewis - Quarterback – Sean Mannion - Running back – Ben Sirmans - Wide receiver – Ryan Mahaffey - Tight end – John Dunn - Offensive line – Luke Butkus - Assistente offensive line – Eddie Gordon - Assistente senior – Luke Getsy - Assistente attacco – Jeremiah Kolone - Controllo qualità attacco – Rob Grosso Allenatori della difesa - Coordinatore difensivo – Jeff Hafley - Defensive line/coordinatore gioco sulle corse – DeMarcus Covington - Assistente defensive line – Vince Oghobaase - Linebacker – Sean Duggan - Coordinatore gioco sui passaggi – Derrick Ansley - Defensive back – Ryan Downard - Assistente difesa – Jeff Koonz - Controllo qualità difesa – Wendel Davis - Controllo qualità difesa – Jamael Lett Allenatori dello special team - Assistente special teams – Byron Storer - Controllo qualità special team – Cory Harkey |